# Ли, Энди
Энди Ли (англ. Andy Lee, родился 11 июня 1984, Лондон, Англия) — ирландский боксёр-профессионал из Лимерика, выступающий в средней весовой категории. Бронзовый призёр чемпионата Европы 2002 года и юниорского чемпионата мира 2002 года, участник Олимпийских игр 2004 года в любителях. Чемпион мира по версии WBO (2014—2015) в среднем весе.

## Любительская карьера
В 2003 году на чемпионате мира в Бангкоке в среднем весе проиграл по очкам казахстанскому боксёру Геннадию Головкину, который в итоге завоевал золотую медаль.
В 2004 году участвовал в Олимпийских игр в Афинах, но не вышел в четвертьфинал проиграв камерунцу Хассану Н’Дам Н’Жикаму.

## Профессиональная карьера
13 декабря 2014 года победил техническим нокаутом небитого россиянина Матвея Коробова и завоевал вакантный титул чемпиона мира по версии WBO в среднем весе.

## Таблица боёв
В таблице перечислены результаты всех поединков боксёров.
В каждой строке указан результат поединка. Дополнительно номер поединка обозначен цветом, который обозначает итог поединка. Расшифровка обозначений и цветов представлена в нижеследующей таблице.
| Пример | Расшифровка                     |
| ------ | ------------------------------- |
|        | Победа                          |
|        | Ничья                           |
|        | Поражение                       |
|        | Планируемый поединок            |
|        | Поединок признан несостоявшимся |
| КО     | Нокаут                          |
| ТКО    | Технический нокаут              |
| PTS    | Решение судей (по очкам)        |
| UD     | Единогласное решение судей      |
| MD     | Решение большинства судей       |
| SD     | Раздельное решение судей        |
| RTD    | Отказ от продолжения боя        |
| DQ     | Дисквалификация                 |
| NC     | Поединок признан несостоявшимся |

| Результат | Соперник                  | Тип | Раунд, Время | Дата            | Место боя                           | Комментарии                                                                                |
| --------- | ------------------------- | --- | ------------ | --------------- | ----------------------------------- | ------------------------------------------------------------------------------------------ |
| 35-3-1    | Кеандрэ Лезервуд (19-3-1) | UD  | (8)          | 18 марта 2017   | Мэдисон Сквер Гарден, Нью-Йорк, США | Счёт: 80-72, 78-74, 79-73.                                                                 |
| 34-3-1    | Билли Джо Сондерс (22-0)  | MD  | (12)         | 19 декабря 2015 | Манчестер, Ланкашир, Великобритания | Потерял титул чемпиона мира по версии WBO в среднем весе. Счёт: 112-114, 111-115, 113-113. |
| 34-2-1    | Питер Куиллин (31-0)      | SD  | (12)         | 11 апреля 2015  | Бруклин, Нью-Йорк, США              | 113-112, 113-113, 112-113.                                                                 |
| 34-2      | Матвей Коробов (24-0)     | TKO | 6 (12), 1:10 | 13 декабря 2014 | Лас-Вегас, США                      | Завоевал вакантный титул чемпиона мира по версии WBO в среднем весе.                       |
| 33-2      | Джон Джексон (18-1)       | KO  | 5 (12), 1:07 | 7 июня 2014     | Мэдисон-сквер-гарден, Нью-Йорк, США | Завоевал вакантный титул чемпиона Северной Америки в среднем весе по версии NABF.          |